# Němčí (Podlesí)
Němčí (německy Niemtsch) je malá vesnice a část obce Podlesí v okrese Ústí nad Orlicí v Pardubickém kraji. Nachází se necelé dva kilometry severně od Brandýsa nad Orlicí a asi pět kilometrů severovýchodně od středu Chocně. Od roku 1960 je součástí obce Podlesí.

## Historie
První písemná zmínka o vesnici pochází z roku 1392. V minulosti se užíval také název Němč.

## Pamětihodnosti
- Kříž ve středu vesnice z roku 1826

## Osobnosti
- Marta Šilarová, roz. Nekvindová – rodačka z Krouny, vdaná do Němčí, zatčená gestapem a zabita v v koncentračním táboře Mauthausen kvůli přechovávání parašutisty ze skupiny Intransitive.
- Bedřich Šilar – zatčený gestapem a zabit v v koncentračním táboře Mauthausen kvůli přechovávání parašutisty ze skupiny Intransitive.